# Оськина
О́ськина (рос. Оськина) — присілок у складі Голишмановського міського округу Тюменської області, Росія.
Населення — 171 особа (2010, 212 у 2002).
Національний склад станом на 2002 рік:
- росіяни — 95 %